# Antillenlijster
De Antillenlijster (Turdus lherminieri synoniem: Cichlherminia lherminieri) is een zangvogel uit de familie lijsters (Turdidae).

## Verspreiding en leefgebied
Deze soort telt vier ondersoorten:
- T. l. dominicensis: Dominica.
- T. l. dorotheae: Montserrat.
- T. l. lherminieri: Guadeloupe.
- T. l. sanctaeluciae: Saint Lucia.